# James Ingram
James Ingram (Akron, Ohio; 16 de febrero de 1952-Los Ángeles, California; 29 de enero de 2019) fue un cantante estadounidense de música soul y R&B.

## Biografía
Ingram se formó como músico autodidacta siendo capaz de tocar el piano, la guitarra, el bajo, percusión y sintetizadores. Comenzó su carrera en los setenta como parte de la banda Revelation Funk. Por esta época desarrolló fama en Los Ángeles como cantante de estudio llamado la atención del productor y compositor Lamont Dozier del famoso equipo de composición Holland-Dozier-Holland del sello Motown. Dozier invitó a Ingram a colaborar con algún material, en donde se destacó la canción "Love's Calling", y que hizo parte del álbum de 1980 Zingara.
En 1980, Ingram trabajó con Quincy Jones en su álbum The Dude, siendo el vocalista en "Just Once" y en "One Hundred Ways" lo cual le significó ganar un premio Grammy como mejor vocalista R&B. El álbum de debut de Ingram, It’s Your Night, apareció en 1983, incluyendo la balada "There’s No Easy Way." Mientras tanto trabajó con una gran cantidad de artistas como Ray Charles, Michael Jackson, Michael McDonald, Patti Austin, Anita Baker, Nancy Wilson, Natalie Cole, y Kenny Rogers.
En 1985 ganó nuevamente un Grammy por "Yah Mo B There", canción interpretada con Michael McDonald. En ese mismo año colaboró junto con otros artistas en la campaña USA for Africa, 
siendo uno de los cantantes del tema «We Are the World». En 1986 Ingram cantó a dúo con Linda Ronstadt la canción principal de la banda sonora de la película An American Tail llamada "Somewhere Out There". Apareció también en la serie de televisión Suburgatory en el episodio «The Motherload».
Falleció el día 29 de enero de 2019, a los 66 años de edad, tras luchar contra un tumor cerebral. La actriz y coreógrafa Debbie Allen publicó en la red social Twitter una foto de ambos, acompañada de la siguiente despedida: «El coro celestial me ha robado a mi amigo más querido y a mi socio creativo. Siempre será apreciado, amado y recordado por su creatividad, su amor a la familia y su humanidad».

## Sencillos
1981:
- "Just Once" [con Quincy Jones] - US #17

1982:
- "One Hundred Ways" [con Quincy Jones] - US #14

1983:
- "Baby, Come to Me" [con Patti Austin] - US #1 durante 2 semanas, UK #11
- "How Do You Keep The Music Playing?" - US #45
- "Party Animal"

1984:
- "She Loves Me (The Best That I Can Be)"
- "There's No Easy Way" - US #58
- "What About Me" [con Kim Carnes y Kenny Rogers] - US #15, UK #92
- "Yah Mo B There" [con Michael McDonald] - US #19, UK #12
- "It's Your Night" - UK #82

1986:
- "Always"
- "Never Felt So Good"

1987:
- "Somewhere Out There" [con Linda Ronstadt] - US #2, UK #8

1989:
- "A Natural Man (You Make Me Feel Like)"
- "It's Real" - UK #83
- "I Wanna Come Back"

1990:
- "I Don't Have The Heart" - #1 por 1 semana
- "Secret Garden" (con Quincy Jones, Al B. Sure!, El DeBarge y Barry White) - UK #67

1991:
- "Get Ready"
- "When Was The Last Time The Music Made You Cry?"
- "Where Did My Heart Go"

1994:
- "The Day I Fall In Love" (con Dolly Parton) - UK #64

### Discos
- It's Your Night (1983)
- Never Felt So Good (1986)
- It's Real (1989)
- The Power of Great Music (Grandes éxitos 1991)
- Always You (1993)
- Forever More: The Best of James Ingram (1999)
- Stand (In the light) (2009)

## Premios y distinciones
Premios Óscar
| Año  | Categoría              | Canción                   | Película                      | Resultado |
| ---- | ---------------------- | ------------------------- | ----------------------------- | --------- |
| 1994 | Mejor canción original | «The Day I Fall in Love»  | Beethoven 2: la familia crece | Nominado  |
| 1995 | Mejor canción original | «Look What Love Has Done» | Junior                        | Nominado  |